# 490-ih pr. Kr.
1. tisućljeće pr. Kr.
◄ | 6. stoljeće pr. Kr. | 5. stoljeće pr. Kr. | 4. stoljeće pr. Kr.► | 
◄ | 520-ih pr. Kr. | 510-ih pr. Kr. | 500-ih pr. Kr. | 490-ih pr. Kr. | 480-ih pr. Kr. | 470-ih pr. Kr. | 460-ih pr. Kr. | ►
499. pr. Kr. | 498. pr. Kr. | 497. pr. Kr. | 496. pr. Kr. | 495. pr. Kr. | 494. pr. Kr. | 493. pr. Kr. | 492. pr. Kr. | 491. pr. Kr. | 490. pr. Kr.

## Glavni događaji
- 499. pr. Kr. — Aristagora, po nalogu Perzijskog Carstva vodi neuspjeli napad na Naksos, što je povod za početak jonskog ustanka.
- 499. pr. Kr. — Miltijad Mlađi, vladar Hersonez Tračkog, pridružuje se jonskom ustanku.
- 499. pr. Kr. — Aleksandar I. nasljeđuje svog oca Amintu I. kao kralj Makedonije.
- 498. pr. Kr. — Atena i Eretrija šalju pomoć jonjanima u borbi protiv Perzijanaca.
- 498. pr. Kr. — Kaunos, Karija, Bizant i gradovi Helesponta dižu bunu protiv Perzijanaca.
- 497. pr. Kr. — Potideju pogađa tsunami.
- 496. pr. Kr. — Bitka kod Jezera Regillus: rimska pobjeda nad Etruščanima i Latinima.
- 496. pr. Kr. — Kralj Goujian od Yuea pobjeđuje i protjeruje kralja Fuchaia od Wua i stječe privremenu hegemoniju u Kini pred kraj perioda Proljeća i Jeseni.
- 495. pr. Kr. — Podignut Merkurov hram kraj Circusa Maximusa u Rimu.
- 494. pr. Kr. — Bitka kod Lade u kojoj su Perzijanci zauzeli Joniju i okončali Jonski ustanak.
- 494. pr. Kr. — U Rimu izabrana prva dva plebejska tribuna i edila.
- 493. pr. Kr. — Sagrađena atenska luka Pirej.
- 493. pr. Kr. — Rimski vojskovođa Koriolan osvaja volščanski grad Corioli.
- 492. pr. Kr. — Prva ekspedicija perzijskog kralja Darija I. protiv Grčke, pod vodstvom njegovog zeta Mardonija.
- 491. pr. Kr. — Leotihida nasljeđuje svog rođaka Demarata kao kralj Sparte.
- 491. pr. Kr. — Gelon postaje tiranin Gele.
- 490. pr. Kr. — 12. rujna, Bitka kod Maratona.

## Istaknute ličnosti
- 498. pr. Kr. — Umire Aminta I., kralj Makedonije
- 496. pr. Kr. — Rođen Sofoklo, grčki dramatičar
- 496. pr. Kr. (procjena) — Umire Pitagora, grčki matematičar i filozof
- 496. pr. Kr. — Umire Sun Cu, kineski vojni teoretičar
- 495. pr. Kr. (procjena) — Rođen Periklo, grčki vojskovođa i državnik
- 495. pr. Kr. (procjena) — Rođen Zenon iz Eleje, grčki filozof
- 496. pr. Kr. — Umire Hipokrat iz Gele, tiranin Gele
- 490. pr. Kr. (procjena) — Rođen Empedoklo, grčki filozof
- 490. pr. Kr. (procjena) — Rođen Fidija, grčki kipar, slikar i graditelj